# Губино (Липецкая область)
Гу́бино — село в Лебедянском районе Липецкой области. Относится к Агрономовскому сельсовету. Расположена в 14 км к западу от города Лебедянь.
Известно с 1676 года; тогда здесь был 71 двор. Название патронимично: происходит от фамилии Губин.
В советское время Губино было 9-м отделением бывшего совхоза «Агроном».

## Население
| 2010 |
| ---- |
| 297  |